# 香港駐倫敦經貿辦間諜案

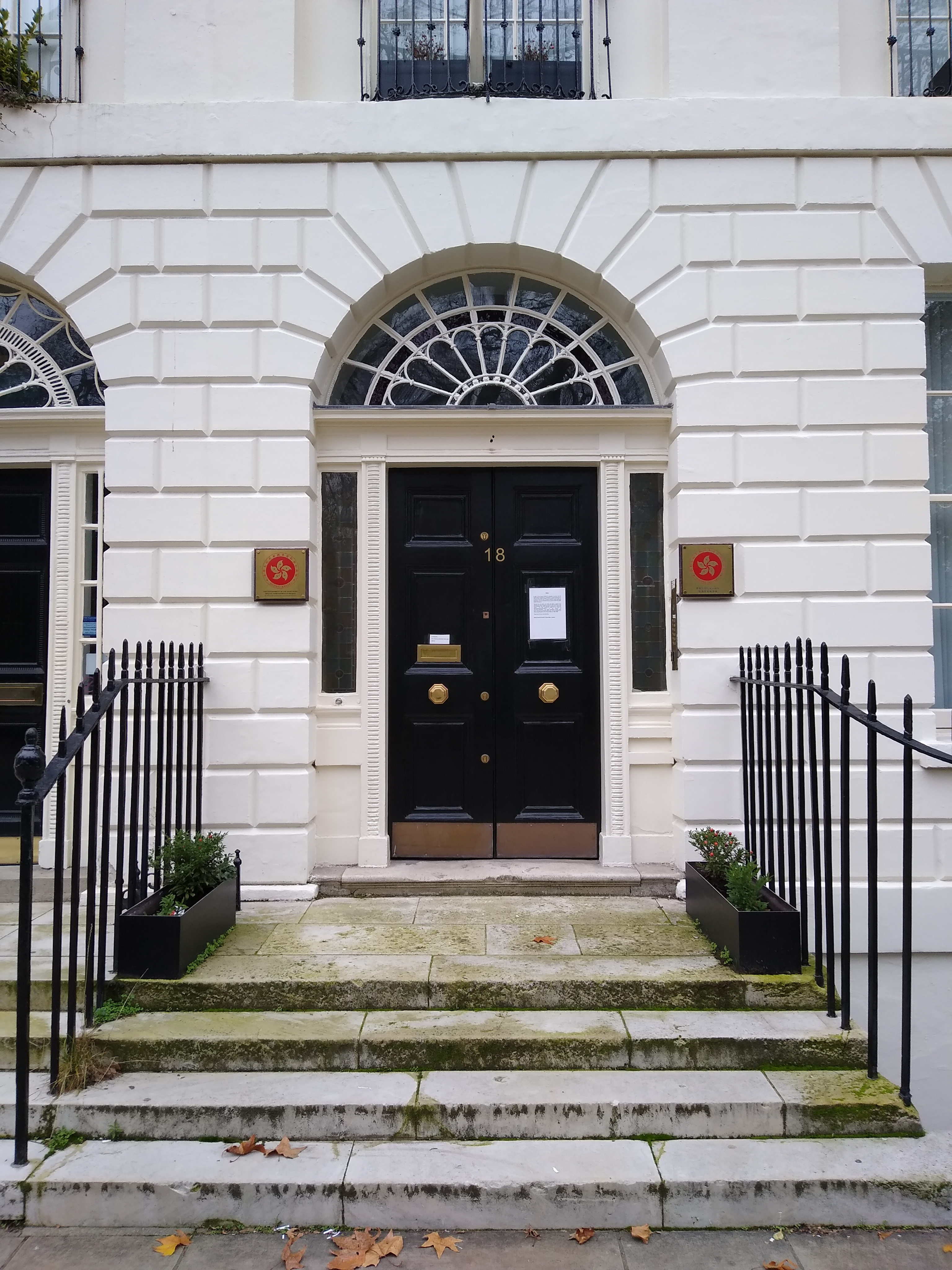
香港駐倫敦經濟貿易辦事處正門，位於倫敦西敏市貝德福德廣場18號

香港駐倫敦經貿辦間諜案是2024年英國的一宗危害國家安全案件，倫敦警察廳反恐指揮部在5月13日公佈有一名現任香港駐倫敦經濟貿易辦事處行政經理及兩名受僱於英國內政部的執法人員因為涉嫌觸犯《2023年國家安全法令》被拘捕，並已由皇家檢控署以「協助外國情報機關」及「境外干預」罪起訴。案件曝光後旋即引起英國和香港兩地社會的關注，更於翌日登上每日郵報及泰晤士报頭條，中英兩國亦為此互相召見外交官及指責對方，對中英關係造成負面影響。

## 案件背景
《中華人民共和國香港特別行政區維護國家安全法》在2020年7月生效，只要被認為有意圖進行煽動或顛覆中國政權的活動，不論是否中國公民、香港居民及是否身處於中國境外都同樣適用。2023年7月，香港警方宣佈通緝8名違反國安法的政治犯，包括羅冠聰、劉祖廸及蒙兆達等人，行政長官李家超更稱：「無論他們逃到天涯海角，我們都會終身追捕這些罪犯。」
英國的《2023年國家安全法令》在一片爭議聲中在英國下議院通過，於2023年7月11日生效，該法令取代過往的反間諜法例，並且將協助外國情報機關、外國干預、破壞及危害生命列為罪行。該法案被認為會對新聞工作者和吹哨人帶來負面影響，英國內政部聲明稱新法令將有助提升敵對國家進行間諜活動、暗殺、干預投票、破壞言論自由的難度。親中媒體常將《英國國安法》與《香港國安法》及據基本法第23條立法的《維護國家安全條例》相提並論，宣稱《英國國安法》條文更為模糊、更易入罪、更容易用其蔑視基礎人權，但自由亞洲電台以事實查核方式點名駁斥大公報對港英兩地國安法的評論，並指出對兩地國安法的比較，牽涉到在中國統治下的香港，與英國法治受信賴的程度及公眾評價問題；在世界正義工程及世界銀行的國際法治排名，英國的名次都遠高過中國大陸和香港；兩地公眾對政府的監察能力也有顯著差異，英國政府行使權力受到在野黨的監察和制衡，而香港立法會的民主派在2020年被肅清，奉行「愛國者治港」的香港立法機關已喪失監察特區政府施政的功能；兩地的司法救濟制度亦有很大分別，由於英國是歐洲人權公約的簽署國，英國公民如認為公平審判和言論自由的權利被剝奪，除了在英國法院提訴，也可要求歐洲人權法院訟裁，而香港則欠缺具有國際法律約束力的類似機構，無法限制北京政府僅基於本身的政治需要去闡釋國安法，律政司甚至在反修例歌曲《願榮光歸香港》的禁制令上訴中宣稱「法院應遵從行政機關判斷」，直指司法機構需依照行政部門的指令作出裁決。
兩地除了在立法及司法機關對政府的監察能力有巨大差異，另一重大分別是《英國國安法》設有香港所沒有的獨立審查員制度，由獨立審查員對英國的國安法及反恐法例進行檢討並每年向英國國會提交報告。獲委任為英國國安法獨立審查員的英國御用大律師喬納森·賀爾（英語：Jonathan Hall）接受香港明報專訪時強調，不能單純對比兩個地方的法律條文，而是需要看兩地的整體制度及保障，賀爾稱：「如果英國沒有司法獨立、新聞自由、獨立檢控和我有份的監察機制，我可能也不會接受國安法般廣泛的法律。」賀爾又表示《英國國安法》的獨立審查員有權查看所有相關資料，包括英國警方內部守則，獨立審查員甚至可翻看敏感情報資料，也可向跟進該個案的警員查詢；每當法庭延長羈押疑犯，也會有獨立探訪員到訪疑犯被羈押的地點，並且將疑犯羈留狀况向獨立審查員報告。

## 被告人及控罪

### 被告人
三名被告人的資料及背景（由於英國警方及法庭文件原文為英文，故先列出英文名）：

#### 第一被告
Chung Biu (Bill) Yuen（中文：袁松彪），1960年出生，被捕時63歲，英國公民，並具有英國和中國的雙重國籍，1978年加入香港警隊，先後在反黑組、交通部、水警等部門工作，根據1987年的政府新聞公報，袁松彪曾以警方反黑組代表身分出席中西區撲滅罪行委員會研討會，在香港警隊任職期間，曾與當時已升至總警司及後成為香港行政長官的李家超在澳洲查爾斯史都華大學修讀公共行政碩士學位，並且一同在2002年畢業及在畢業相中合照，袁在退休時已升至警司，從香港警隊退休後全家移民英國，再被香港特區政府聘用為駐倫敦經濟貿易辦事處行政經理，傳媒查找經貿辦網頁存檔發現袁在2019年或之前已任行政經理。雖然英國的《1996年香港經濟貿易辦事處法令》授予香港駐倫敦經貿辦職員享有「被起訴及法律程序的豁免權」，但限於履行公務的工作可免於起訴和法律程序，根據英國政府的外國駐當地使領館外交名單，香港駐倫敦經貿辦有8人有外交豁免權，而袁松彪並不在名單內。

#### 第二被告
Chi Leung (Peter) Wai（中文：衛志樑，曾被音譯：衞志良），1985年6月17日出生，被捕時38歲，英國公民，並具有英國和中國的雙重國籍，報稱曾於英國皇家海軍服役，現正職為邊防警察，駐守希思羅機場；兼職倫敦市警隊義務警察；身兼保安公司（註冊名稱：D5 Security Limited）及保安顧問公司（註冊名稱：D5 Security Consultancy Limited）的董事。據D5 Security Limited在社交媒體的自我介紹，D5的全名是「Dragon Five」，成立於2020年2月，但英國公司註冊處的公開資料顯示D5 Security Limited已於2022年6月解散，其Facebook更新至2020年7月；衛也在D5 Security Consultancy Limited出任董事，但該公司在2024年3月申請剔除註冊。衛亦於2019年開設（註冊名稱：Innovate Investment Group Ltd）在英國經營房地產生意。

#### 第三被告
Matthew Trickett，1987年2月出生，被捕時37歲，英國公民，曾於2007至2013年在皇家海軍陸戰隊服役，現職為英國內政部移民署執法人員；並且與Man Ching Daisy NG（音譯吳文靜）在2024年3月共同成立保安顧問公司（註冊名稱：D5 Consultancy Services Limited）及兼任董事；惟Trickett於同年4月辭任D5 Consultancy Services Limited董事，截至2024年5月13日該公司的登記仍然有效，但只有Man Ching Daisy NG一人繼續出任董事；根據英國公司註冊處資料，吳為1995年6月出生的香港人，通訊地址是青衣長安邨安泊樓802室。惟網媒香港01記者採訪報稱住在青衣公屋的吳姓董事時，吳稱不曾知曉自己曾創辦公司更從不認識三名被告，懷疑早前借貸後個人資料遭盜用。Trickett在2021年4月成立（註冊名稱：MTR Consultancy Limited）並出任唯一董事，截至2024年5月13日該公司的登記仍然有效，其報稱的職業是保安顧問。
Matthew Trickett與香港特區政府被傳媒發現有業務往來，教育局長蔡若蓮在2024年1月訪問英國期間，身穿西裝及頸上掛有一張證件的Trickett多次被拍攝到在蔡若蓮身旁或在照片中的背景出現，相信當時正為蔡提供保安服務。蔡在當地與香港師生到一家中式食肆用膳期間，Trickett被拍到與案中的第一被告倫敦經貿辦行政主任袁松彪同檯用餐。
Matthew Trickett在5月19日被發現倒斃於伯克郡美登赫的一個公園內，警方接報後於下午5點15分趕到現場，警員曾經為其進行急救，惟救護員到場後證實Trickett已經死去，終年37歲，泰晤士河谷警方在24日發出聲明稱根據法醫驗屍報告及偵緝組探員調查，死因沒有可疑，警方正就死因庭程序準備文件，控方已向法院呈報確認被告Matthew Trickett已經死亡，終止對其起訴。據當地傳媒報導，Trickett於被捕拘留期間曾試圖自殺，又曾經向兩名看守他的警員稱自己獲釋後，打算自殺，因為已失去生存目的；案件於5月13日在倫敦西敏裁判法院首次提堂時，控方曾提出Trickett有自殺傾向，為其人身安全應還押候審，但在Trickett的代表律師反對下，裁判官拒絕控方的還押要求並准予有條件保釋。

### 控罪
皇家檢控署向法院起訴Chung Biu Yuen（袁松彪）、Chi Leung Wai（衛志樑）及Matthew Trickett，各人被控兩項罪名：
- 《2023年國家安全法令（英语：National Security Act 2023）》第 3（1）及（9）條[35]，協助外國情報機關罪（Assisting a foreign intelligence service），即從事任何行意圖實在地協助一個外國情報機構進行與英國有關的活動，最高可被判監禁14年。
- 《2023年國家安全法令》第 13（2）及（7）條[35]，境外干預罪（Foreign interference），即從事與外國勢力有關的被禁行為，而罔顧該等受禁行為會構成干預的效果，最高可被判監禁14年。

## 案情

### 跨境監視港僑
倫敦西敏裁判法院在5月13日公開起訴書，「協助海外情報機構」罪涉及三名被告監控遭香港警方懸紅通緝的社運人士，包括羅冠聰、劉祖廸及蒙兆達等流亡英國的香港政治犯，以及非法收集英國港僑資料；「境外干預」罪則指被告涉嫌以包括倒水的欺詐手段企圖闖入英國一處民宅。其中企圖闖入民宅案，港僑事主為41歲的Monica Man Ki KWONG（音譯鄺文琪），曾為香港永鑫投資有限公司（註冊英文名稱：HK YearShine Investment Limited）及TWT Global Ltd工作。鄺在2023年8月仍為永鑫投資公司的董事，但被指從永鑫的公司帳戶轉走逾1.4億港元款項，另盜取價值約2,143萬港元的資產，共涉款約1.7億港元，永鑫及TWT Global於2023年12月在香港高等法院對鄺及另外涉事三人展開民事訴訟（HCA 2069/2023），法庭於2024年1月中發出傳票，但鄺已於2023年12月以BNO簽證移居英國。鄺稱離港後不久，香港警察即登訪其香港住所要求其母勸她回港。
2024年4月，Tina Zou（鄒田甜，鄒為夫姓，原名田靜）成為永鑫投資公司的新任董事，TWT Global Limited也是由其於2018年成立。身為香港駐倫敦經貿辦行政經理的袁松彪在接受英國警方調查時自稱與警隊舊同事、私家偵探Wing Cheuk（音譯卓榮）為朋友關係，二人有一名共同朋友正在為鄒田甜追討一筆大額被盜款項，袁松彪自稱只是向卓榮介紹衛志樑，並由衛及Matthew Trickett在英國對鄺進行調查，袁自稱除聯絡外沒有參與行動，沒有收取任何款項、也與他本身的工作無關，聲稱自己的角色純粹是一個朋友，但警方調查發現經貿辦的英國匯豐銀行賬戶在2024年1月31日向衛志樑支付16,170英鎊，衛於同日向Trickett轉發1,170英鎊，付款註明「SV」，相信是監視（surveillance）的縮寫；衛志樑於4月23日從卓榮獲得另一筆5,000英鎊的款項。衛志樑身為機場邊檢人員，受指示使用限制閱讀的系統收集鄺的情報，包括鄺的護照和財務紀錄，並且將其個人資料傳送給袁松彪；警方檢獲Trickett的監控報告，Trickett在1月30日及4月25日曾經到鄺的寓所外進行監視及拍攝。

### 倒水闖入寓所被捕
2024年4月30日下午6時，衛志樑與Matthew Trickett到鄺的住址敲門數分鐘，在無人應門後留下字條，謊稱是維修部的工作人員戴夫（Dave）及「由於安全故障，我們正在檢查所有居民的電箱。我將在下午6時30回來。」期間曾使用特製的內窺鏡伸入門罅監視。5月1日晚上，衛志樑及Trickett偕同卓榮再次前往鄺的寓所，Trickett先使用特製的內窺鏡伸入門罅偷拍寓所內部，他們討論一番後，Trickett在卓榮指使下在鄺的寓所門外的地面倒水，並敲門自稱維修人員，謊稱有滲漏問題須入內調查，卓榮與Trickett從門外聽到鄺受驚後，Trickett在門外倒了更多水並再次敲門要求入內處理，而在衛與Trickett等人對鄺採取行動期間，袁松彪通過WhatsApp與衛保持聯繫，監控行動過程及下達指令。鄺受驚報警，警察於當晚11時到場在鄺的寓所內拘捕Trickett。因未有料到鄺會報警，Trickett在警員到場時一度驚慌失措及將手機塞進內褲裡，衛志樑則將自己的警察委任證丟出窗外。
Matthew Trickett被捕後手機被警方檢走，解鎖後警方發現內有大量顯示三人先前刺探情報的資料，內容包括羅冠聰的住址和工作地址的監視報告，以及多張在英國參與示威的港僑照片，其中一項任務筆記標註日期為2023年8月，由於香港警方國安處剛於同年7月3日以違反《香港國安法》各懸賞100萬港元通緝包括羅冠聰在內的八名流亡港人，顯示監視行動是在香港警方發出懸紅通緝不久進行；而根據袁衛二人之間的對話紀錄，發現針對羅冠聰的監視行動早在2021年已開始，袁在對話中強調「海外青年」群體為「我們的敵人」及需要「消除仇恨」。警方於翌日（5月2日）凌晨4時在寓所拘捕袁松彪，再於袁的個人裝置中發現多張參與反對香港及中國政府示威活動的港僑照片。起訴書又提到香港駐倫敦經貿辦的英國滙豐銀行帳戶在2023年6月5日至2024年1月31日期間分三次向D5 Security Consultancy Limited支付總金額95,500英鎊（約936,000港元），款項匯入D5 Security Consultancy Limited後立即被轉到其他人或公司的賬戶，包括由Trickett控制及出任董事的MTR Consultancy Limited，而三名被告之間的通訊記錄顯示各人有互相確認已支付及收妥款項，衛志樑與Trickett從經貿辦的銀行賬戶收受報酬後，也有開出發票予經貿辦。

### 警方錄取口供
警方在拘留袁松彪等人期間進行盤問及錄取口供，口供顯示袁松彪、衛志樑在接受查問時採取不合作態度，警方向袁松彪四次盤問，袁稱自己與衛志樑認識四年，但否認自己有參與對鄺的監視行動，沒有收取酬勞，與衛志樑只屬朋友關係，袁沒有回答警方的大部分查問，當警方展示他與衛志樑的私人電話對話內容時，袁回應只是「閒聊」，又提到衞志樑可能有收取卓榮的報酬，袁承認衞志樑曾經向他傳送了一條顯示鄺的寓所及鄺開門收取包裹的視頻，但強烈否認自己犯法，袁松彪在被扣查的第五天通過律師向警方宣讀了一份不願意再回答任何問題的書面聲明，袁松彪向警方交代自己身世時提到任職香港警察37年，退休後與妻兒移居英國，袁還自稱「喜歡英國多過香港」。衛志樑被扣查期間曾經被警方三次盤問，但三次都拒絕回答任何問題。
Matthew Trickett在頭兩次被警方盤問時拒絕回答所有問題，但在第三及第四次盤問改變態度，交代了與衛志樑的合作關係及袁松彪的角色。Trickett在口供稱衞志樑是他的客戶，向衛提供情報服務。關於5月1日闖入鄺的寓所的任務，衛志樑曾向他稱是合法行動，Trickett承認當時有在門下倒水，衛志樑等人則推門進入屋內，作為工作的一部分，自己也有入內。Trickett稱是在邊防部隊工作時認識衛志樑，但對於衛把他帶入困境感到憤怒，又稱闖入寓所當晚目睹衛把證件拋出窗外。Trickett稱在闖入寓所的行動中，袁松彪的角色是經貿辦與保安團隊的聯繫人，Trickett在口供中提到曾受僱於香港駐倫敦經貿辦，他是在2023年5月認識袁松彪，過去的工作酬金都是經香港的銀行賬戶支付。

### 皇家檢控署起訴三人
英國倫敦警察廳於5月13日發出新聞稿稱共有11人因該案件被警方以《國安法》拘捕，當中8男及1女在5月1日於約克郡被捕，5月2日有1名男子在倫敦被捕，同日再有1名男子在約克郡被捕，他們被拘留於倫敦市中心及西密德蘭郡的警署，警方曾經對被捕的10名男子向法院申請延長拘留時間；案中沒有被起訴的7男1女在5月10日前被釋放；袁松彪、衛志樑及Matthew Trickett則因為協助香港情報部門和外國干預，違反《國安法》而被皇家檢控署起訴。

## 審訊

### 首次提堂
案件於5月13日中午12時30分首次在倫敦西敏裁判法院提堂，過程逾半小時，3名被告由囚車押解到法院應訊，坐在犯人欄內的被告僅在向法庭書記確認身份時發言，讀出全名及地址，各人無需就控罪答辯，裁判官Louisa Cieciora批准各被告有條件保釋，期間須遵守晚十朝五的宵禁令、每周向警署報到、不得離境、不得互相聯絡、不得直接或間接接觸證人、不得使用未向警方報備的裝置上網、需知會警方需使用的應用程式、不得刪除對話紀錄，而警方可隨時檢閱手機訊息。香港駐倫敦經貿辦副處長黃凱鈴、助理處長胡文匡當日有到法庭旁聽。由於案件廣受關注，法院因記者眾多，需開放另一法庭供傳媒觀看直播。案件被轉介到英格蘭中央刑事法院在5月24日審理。

### 中央刑事法院
5月24日早上10時15分，案中的第一被告袁松彪及第二被告衛志樑在英格蘭中央刑事法院出庭應訊，兩人未有被安排進入犯人欄，而是在律師陪同下坐在後排，期間向法庭書記確認姓名。聆訊過程近30分鐘，在上午11時左右結束，在庭上檢控官提到第三被告Matthew Trickett已經去世，控辯雙方與法官討論保釋條件後，袁衛兩人站立聽取法官指示，法官Jeremy Baker決定將案件排期至2025年2月10日開審，在2024年10月25日會有下次聆訊，兩名被告獲准繼續保釋候審，大部分保釋條款維持不變，但剔除先前地方裁判法院對被告佩戴電子腳鐐的規定，被告須遵守宵禁令、交出旅遊證件、不得接觸其他被告及證人、定期向警方報到，以及向警方知會使用電話及電腦設備並可供隨時檢查，袁松彪的代表律師曾經提出修改通報使用電腦的條件，但被法官駁回。法官在宣布散庭前提醒兩名被告必須在10月25日到庭應訊，否則可能干犯其他刑事罪行及可被羈押。控方確定第三被告Matthew Trickett於5月19日死亡後通知法庭將會終止對其檢控。經貿辦有兩名代表到庭聽審，但未見有中國駐英大使館人員旁聽。當日早上有眾多記者在法院外採訪及等候聽審，法院要求記者預先登記才能進入法院聽審，否則只能等待至早上10時從公眾人士通道入內。衛志樑於散庭約半小時後先行離開法院，袁松彪則近2小時後才離開，兩人均沒有回答記者關於「是否會擔心人身安全」、「怎看待經貿辦角色」的提問。

## 香港民事訴訟
2024年7月19日，香港高等法院暫委法官萬可宜審理永鑫及TWT Global對鄺文琪及另外涉事三人追討款項的民事訴訟（HCA 2069/2023），萬可宜關注到追查移英港人的調查費，似乎並非由原告公司支付，而是由香港駐倫敦經貿辦支付。原告方則稱，費用應該是由公司創辦人鄒田甜（Tina Zou）支付，重申調查行動與是次民事訴訟相關。至於Matthew Trickett等人為何在英國被檢控，或因他們涉及其他違法行為。

## 英國法院報導限制
英國《1998年罪行與治安法案》（Crime and Disorder Act 1998）第 52（a）條明確規定，傳媒於一宗案件交付設陪審團的刑事法院（Crown Court）審訊前，在低一級裁判法院所進行初步聆訊（Preliminary hearings）的報道限制。條文列明傳媒可報道的事項：裁判官和法院的名稱；被告的姓名、年齡、住址和職業；所有控罪（charges）或其摘要；與程序相關的大律師或律師名稱；下次審訊的日期和地址；以及保釋的相關事宜。條文亦規定，傳媒不可報道任何案中證據、被告的定罪紀錄和任何可構成成見的內容。違者可被檢控，罰款無上限，涉事的編輯更可能面臨最長達2年的監禁。目的是確保所有人都可在無罪假定下獲公平審訊。因陪審團由公眾組成，若他們從新聞報道事先獲悉一些對被告帶有成見的資料，他們難免帶着既定立場，使審訊公正性成疑。

## 各方反應

### 英国

#### 政府
倫敦警察廳反恐指揮部指揮官墨菲（Dominic Murphy ）在5月13日受訪時表示，警方在此次調查中在英格蘭各地拘捕了多人及進行搜查，案件的調查由倫敦領導，而反恐警務網絡對阻止這類活動至關重要，警方自調查開始一直與皇家檢控署密切合作；雖然罪行令人擔憂，但保證公眾不會受到更廣泛的威脅。同時因調查仍在進行中及被告已被落案起訴，敦促公眾不應對案情作進一步猜測或評論。
外交大臣甘民樂在5月14日傳召中國駐英大使鄭澤光到英國外交部辦公室，就有關事件向中方申明立場，表達英國不能接受間諜活動；同日國安大臣董勤達於社交媒體X上發文指，英國對於捍衛英國珍視的權利及自由的承諾是絕對的，並強調：「我們將盡一切努力保護我們的國家安全。」

#### 民間
已移民英國的香港電台前節目主持人及名嘴吳志森在2024年5月14日表示，香港駐倫敦經貿辦已成為中共長臂管轄的一部分，而企圖用欺詐手段闖入港僑寓所更是離譜。
2024年5月14日，有港僑組織在香港駐倫敦經貿辦外示威，支持英國警方對侵犯港僑合法權利及人身安全的涉事者嚴正執法，同時要求英國當局撤銷香港經貿辦的外交豁免權，並呼籲港僑面對中共跨境鎮壓，應積極將可疑舉動向英國當局包括軍情五處的熱線舉報。

### 中华人民共和国
駐英大使館在2024年5月13日发表声明，强烈谴责英方编造借口、无理指责香港特区政府。外交部驻港公署发表声明，强烈谴责英方罗织罪名，任意逮捕中国公民，污蔑香港特区政府。
外交部駐港特派員崔建春於2024年5月17日召見英國駐港總領事戴偉紳，就近期英方任意逮捕起訴中國公民、無理指責香港特區政府提出嚴正交涉，敦促英國駐港總領館為香港繁榮穩定、中英關係健康穩定發展發揮建設性作用。

### 香港

#### 政府
2024年5月13日，特區政府聲明要求英國政府公正處理今次事件，確保有關經貿辦職員權益受保障，以及確保經貿辦運作不受影響。
行政长官李家超在2024年5月14日出席行政會議前會見傳媒，再度重申特區政府在5月13日發出的聲明內容，並且稱任何對特區政府的無理指控都不能接受。李家超曾經與被英國政府控告的袁松彪在澳洲查理斯史超域大學一同修讀公共行政碩士課程並在畢業相中合照，當被問及與袁松彪的關係時，李家超稱：「我對這個人的印象就是這張照片」及「沒有其他補充」，同時強調英方需要保障港方人士之合法權益。
行政會議召集人暨前保安局局長葉劉淑儀在2024年5月13日對事件發生感到奇怪和震驚，認為英國去年通過的國安法嚴厲，但定義廣闊、模糊，特區駐倫敦經貿辦是根據《基本法》要求成立，承擔香港對海外經貿聯繫的責任，她認為政府一定跟英方嚴正交涉、弄清楚事實，並為受影響僱員提供法律援助。對於被問及駐倫敦經貿辦行政經理袁松彪被控告涉及的行為，是否屬於經貿辦的公務，葉劉淑儀認為「這些根本不應該是他們工作的一部分，所以我覺得特區政府要了解到底發生甚麼事，及英國政府有何證據進行起訴。」
2024年5月18日，葉劉淑儀於電視訪問中稱：「有批仇華的議員，加上香港一些流亡分子在當地搞事，時時推出議案針對香港，甚至是要求制裁，經貿辦都要留意。我想他一定要留意可能搜集情報，所謂搜集情報，就是留意這些發展。駐港的領事館，我相信他們每個都正在做情報搜集，有些是公開情報、電視節目、傳媒、網上消息，我相信都正在搜集。如果我們的人員在經貿辦做同類搜集工作，為甚麼會犯法？我真的不明白。」
行政會議成員、資深大律師湯家驊在2024年5月14日指出，英方國安法定義模糊，效力範圍更廣闊，憂慮英方透過今次事件打擊及港方駐英人員士氣。
2024年5月23日，商務及經濟發展局局長丘應樺會晤英國駐港副總領事，再次表明特區政府對事件的關注，指英方必須公正處理事件，保障被捕人的合法權益，確保經貿辦的正常運作。
行政會議成員、資深大律師湯家驊在2024年5月27日接受星島集團訪問表示英國不去為妙，他指「在英國國安法下，任何事無大小之違法行為，若加上《外國勢力條件》（foreign power condition）即屬危害國家行為。」
2024年5月31日早上，在香港47人案判決後，湯家驊在商台和港台節目主動提到，英國在經貿辦袁松彪案中採用與香港47人案相同的起訴標準更表示「唔見得有人話，點解咁奇怪嘅？」，他在商台節目說得更激動。
2024年6月12日，保安局局長鄧炳強首次回應事件指英方檢控經貿辦的同事及包庇逃犯，所以港府引用維護國家安全條例將六人列明指明潛逃者，以應對英方，全文為︰「中國駐英國大使館較早時指出，英國政府編造個案以違反英國國安法為名，檢控香港駐倫敦經貿辦的同事，我們留意到很多英國政府、政客、組織或媒體刻意抹黑我們政府，亦企圖影響我們在港進行的一些國安相關案件審訊。這六名潛逃者在英國得到包庇，繼續從事危害國安活動，所以我們認為現在是適當時間要將六人列明指明潛逃者，及實施相關措施。」

#### 立法會
曾任保安局局長的立法會議員黎棟國在2024年5月14日稱港府應為案中人士提供法律支援。
立法會議員黃錦輝在2024年5月14日批評英方編造是次案件，假借國安之名作出嚴重挑釁，橫加干預香港事務。他提及英國去年修訂國安法後，已有不少人指出其定義過分嚴苛，只要政府認為某行為損害國家利益，不論是否涉及政治活動，都可能觸犯法律，是次案件正展示英國利用國安法作為政治工具。他期望特區政府及外交部全力協助被起訴港人，為他們尋求法律援助。
2024年5月27日，立法會議員李梓敬在文匯報發表名為「英國編造案件自曝其醜」的文章，抨擊英國濫用國安法律羅織罪名、編造案件，肆意對中國進行污名化，任意抓捕和起訴在英中國公民，詆毀香港特區政府，干擾香港駐倫敦經貿辦正常運作。

#### 民間
全國港澳研究會顧問劉兆佳在2024年5月13日表示，要視乎英國當局提出什麼證據，才能判斷事件，但認為特區政府無理由派人去打探英國的國防、外國等情報或機密，他估計其中一個可能是了解身處海外的「反中亂港」份子動態，「但這不影響英國的國家安全，反中亂港分子針對的是香港和中國。」他指，間諜罪是嚴重指控，要看英國當局有何確實證據，認為事件有可能演變成中英外交風波。
2024年5月15日香港時間下午，香港電台報導指有一批市民到英國駐港總領事館抗議，批評英方任意逮捕中國公民。
香港親共報章《文匯報》在2024年5月14日刊出標題為「濫用國安法律 製造事端污蔑香港」的評論，指斥英方。
2024年5月17日，前香港特別行政區政府發展局及民政事務局常任秘書長楊立門在無綫電視的評論節目《有理說得清》以「早關早著」為題稱，美國國會在2023年提出法案要關閉香港在美國的三個經貿辦，其中一條罪狀是香港的經貿辦已變成中國在美國的前哨站，協助中國騷擾流亡美國的民主倡議者，駐美經貿辦現在已很難接觸到稍為有份量的美國官員或議員，要講的說話也很少人會聽，勉強維持下去也是徒勞無功，浪費公帑，更隨時會有人員像最近駐倫敦經貿辦般被拉上法庭，還不如「早關早著」。
2024年5月23日，大公報文集《井水集》以「英式白色恐怖」為題，指責西方國家「泛化」國安概念及採用大包圍式定罪製造白色恐怖。同日，大公報社評刊出「新聞背後 英國還要再編多少『間諜案』戲碼？」指惡法無視人權保障，又稱英方圖打「國安牌」提升選情。
曾經在駐倫敦經貿辦任職的陳志雲於2024年5月23日在香港商業電台表示，過往駐外經貿辦的任務包括監察學生組織。

### 其他
2024年5月16日，臺灣中央廣播電臺刊登署名關山月及標題「大預言家李家超」的評論，香港特首李家超才於4月15日稱：「間諜甚至以平民百姓身份結婚生子，幾年後才做出例如爆炸的恐怖活動，或者竊取國家秘密後銷聲匿跡。」很多人還以為是李看完《間諜家家酒》後的感想，惟言猶在耳，近日便發生類似的隱蔽間諜事件，只是被國安法控告的卻是特區政府在倫敦辦事處的人員，英國警方更表示案中的涉外情報機關來自香港，特區政府為宣導國安法而成立的應變反駁隊卻異常平靜，評論認為特區政府因難以撇清與該案的關係而選擇低調。